# گاگیک اوگانسیان
گاگیک اوگانسیان (ارمنی: Գագիկ Հովհաննիսյան؛ ۲۱ آوریل ۱۹۴۷ – ۲۷ ژوئن ۲۰۱۵) شطرنج‌باز، و روزنامه‌نگار اهل ارمنستان بود.
| به‌دلیل برخی مشکلات فنی، نمودارها موقتاً قابل مشاهده نیستند. اطلاعات بیشتر پیرامون این مشکل در فابریکاتور و وبگاه مدیاویکی در دسترس است. | |
| | به‌دلیل برخی مشکلات فنی، نمودارها موقتاً قابل مشاهده نیستند. اطلاعات بیشتر پیرامون این مشکل در فابریکاتور و وبگاه مدیاویکی در دسترس است. |